# Cosmos (гурт)
Cosmos — латвійський а капельний гурт, створений у Ризі 2002 року, переможець міжнародного конкурсу молодих виконавців «Нова хвиля» 2004. З моменту свого створення гурт складається зі співаків: Яніс Шіпкевіцс, Андріс Сеянс (обидва контр-тенори), Юріс Лисенко (тенор), Яніс Озолс (баритон), Яніс Страждінс (бас) і Рейніс Сеянс (ритм).
Cosmos отримав національне та міжнародне визнання після того, як гурт було обрано як представника Латвії на пісенному конкурсі Євробачення 2006, що відбувався в Афінах (Греція) з піснею «I Hear Your Heart» (укр. Я чую твоє серце). Незважаючи на перемогу в національному відборі Eirodziesma-2006, гурт став шістнадцятим серед 24-х представників своїх країн, набравши 30 балів.

## Дискографія
- Cosmos (укр. Космос) (2003)
- Pa un par (укр. По і з) (2005)
- Тетради любви (укр. Зошити кохання) (2005)
- Ticu un viss (укр. Я вірю, й усе) (2005)
- Turbulence (укр. Турбулентність) (2008)
- Pasaki man un tev (укр. Скажіть мені й ви) (2009)